# Michael Marčák
Michael Marčák (5. listopadu 1947 Olomouc – 12. července 2012) byl ilustrátor, karikaturista a politický komentátor.

## Život
Narodil se v Olomouci na Moravě. Ve věku tří let se i s rodiči přestěhoval do Prahy, kde později vystudoval práva na Univerzitě Karlově. Po studiích pracoval jako kriminalista, prokurátor a právník. Zemřel jako vdovec po své manželce ve věku 64 let.

## Tvorba
První kreslené vtipy publikoval v roce 1986 v Mladém světě. Po roce 1989 publikoval v deníku Právo, v časopisu Sondy a zejména v internetovém deníku Britské listy. Nakreslil více než tisíc vtipů reagujících na politické podněty současnosti.
Profese bývalého kriminalisty se odráží v knize Domácí zabijačka v Sudetech a jiné povídky.